# Sauce au vin rouge
La sauce au vin rouge est une sauce traditionnelle de la cuisine française à base de vin, d'échalotes et de beurre. Elle se distingue de la sauce bordelaise et de la sauce bourguignonne par l'utilisation d'un vin qui n'est pas toujours obligatoirement classé en AOC.

## Historique
En 1783, l'Encyclopédie méthodique des arts et métiers mécaniques décrit une sauce douce qui « consiste en une chopine de vin rouge, un morceau de sucre et de la cannelle, le tout bouilli et réduit aux deux tiers ».

## Ingrédients
Pour réaliser cette sauce, il faut, outre du vin rouge, un fond de veau, des échalotes, du beurre, des herbes de Provence (thym, laurier), du poivre et du sel.

## Préparation

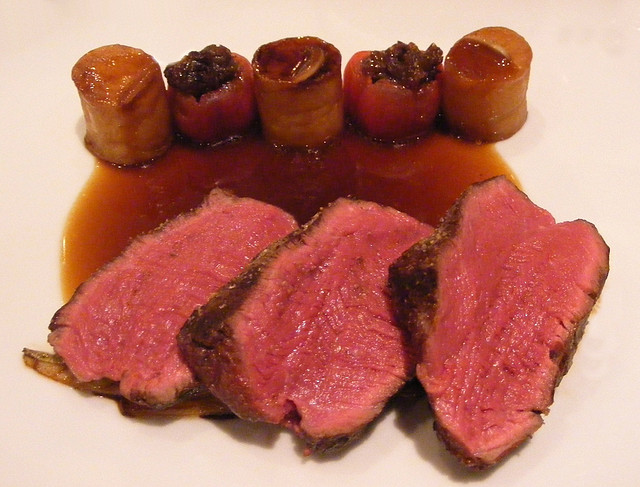
Tournedos à la sauce au vin rouge.

Dans une casserole sont portés à ébullition le vin rouge, les échalotes émincées, les herbes de Provence et le poivre concassé. Quand le mélange réduit, le fond de veau est ajouté avant d'incorporer le beurre, de saler et poivrer.

## Utilisation
Cette sauce onctueuse servira d'accompagnement pour une entrecôte, du gibier ou des volailles, mais aussi à toutes sortes de poissons.